# Battaglia di Cos
La battaglia di Cos fu una battaglia combattuta tra la flotta macedone e la flotta del regno tolemaico.
Antigono II Gonata guidò le sue forze verso la vittoria, presumibilmente contro Patroclo, ammiraglio di Tolomeo II Filadelfo. È stato ampiamente ipotizzato che la battaglia avesse gravemente danneggiato il controllo tolemaico del mar Egeo, ma questo fatto è stato contestato. Dopo la battaglia, Antigono dedicò la sua nave ammiraglia ad Apollo.
La data della battaglia è incerta, ma probabilmente fu nel periodo tra il 262 e il 256 a.C. Hammond la colloca più tardi, nel 255 a.C., ma ultimamente ha ottenuto più consenso il 261 a.C.